# Volando voy
«Volando voy» es una canción obra de Kiko Veneno que se publicó grabada por primera vez en el álbum de Camarón de la Isla titulado La leyenda del tiempo (1979).

## Versiones
Se trata de una rumba flamenca que goza de gran popularidad en España. Ha sido versionada posteriormente por otros muchos artistas; como el propio Kiko Veneno,  Gypsy Kings, Albertucho, Los Chunguitos, Camela, Salva Carrasquito, Manu Chao, Los Delinqüentes, Chambao, Jorge Drexler y la hispano-venezolana Soledad Bravo o Calexico entre otros.